# Теорема Лагранжа (теорія чисел)
У теорії чисел, теорема Лагранжа — це твердження про те, як часто многочлен над цілими числами може набувати значень кратних до фіксованого простого числа. Точніше, вона стверджує, що якщо p є простим числом і {\displaystyle \textstyle f(x)\in \mathbb {Z} [x]} це многочлен з цілими коефіцієнтами, тоді або:
- кожний коефіцієнт f(x) ділиться на p, або
- {\displaystyle f(x)\equiv _{p}0} має щонайбільше deg f(x) неконгруентних розв'язків.

Розв'язки «неконгруентні», якщо вони відрізняються не на число кратне p. Якщо модуль не простий, тоді можливо мати більше ніж deg f(x) розв'язків.

## Доведення
Дві ключові ідеї такі. Нехай {\displaystyle \textstyle g(x)\in (\mathbb {Z} /p\mathbb {Z} )[x]} буде многочленом отриманим з {\displaystyle f(x)} через ділення коефіцієнтів {\displaystyle \mod p}. Тепер (i) {\displaystyle f(k)} ділиться на {\displaystyle p} тоді і тільки тоді, коли {\displaystyle g(k)=0}; (ii) {\displaystyle g(k)} має коренів не більше ніж його степінь.
Більш строго, почнемо з зауваження, що {\displaystyle g(x)=0} тоді і тільки тоді, коли кожний коефіцієнт {\displaystyle f(x)} ділиться на {\displaystyle p}. Припустимо, що {\displaystyle g(x)} не 0; отже, його степінь чітко визначена. Легко побачити, що {\displaystyle \textstyle \deg g(x)\leq \deg f(x)}. Для доведення (i), спершу зауважимо, що ми можемо обчислити {\displaystyle g(k)} або прямо, тобто підставляючи (клас лишків) {\displaystyle k} і виконуючи арифметику в {\displaystyle \textstyle \mathbb {Z} /p\mathbb {Z} }, або через обчислення {\displaystyle f(k)\mod p}. Звідси {\displaystyle g(k)=0} тоді і тільки тоді, коли {\displaystyle f(k)\equiv _{p}0}, тобто, тоді і тільки тоді, коли {\displaystyle f(k)} ділиться на {\displaystyle p}. Щоб довести (ii), зауважимо, що {\displaystyle \textstyle \mathbb {Z} /p\mathbb {Z} } є полем. Іншим фактом є те, що ненульовий многочлен над полем має коренів не більше ніж його степінь.
Насамкінець, зауважимо, що два розв'язки {\displaystyle \textstyle f(k_{1}),f(k_{2})\equiv _{p}0} є неконгруентними тоді і тільки тоді, коли {\displaystyle \textstyle k_{1}\not \equiv _{p}k_{2}}. Складаючи це все до купи: з (i) кількість неконгруентних розв'язків дорівнює кількості коренів {\displaystyle g(x)}, яке по (ii) є не більша ніж {\displaystyle \deg g(x)}, яка, в свою чергу, не більша ніж {\displaystyle \deg f(x)}.